# Скуїнцано
Скуїнцано (італ. Squinzano, сиц. Schinzanu) — муніципалітет в Італії, у регіоні Апулія,  провінція Лечче.
Скуїнцано розташоване на відстані близько 500 км на схід від Рима, 130 км на південний схід від Барі, 14 км на північний захід від Лечче.
Населення — 14 308 осіб (2014).
Покровитель — святий Миколай.

## Демографія
Населення за роками:

Станом на 1 січня 2023 року в муніципалітеті офіційно проживало 258 іноземців з 43 країн, серед них 65 громадян країн Євросоюзу та 11 громадян України.

## Сусідні муніципалітети
- Кампі-Салентина
- Челліно-Сан-Марко
- Лечче
- Сан-П'єтро-Вернотіко
- Торк'яроло
- Трепуцці